# Gwałt (prawo polskie)
Gwałt – w prawie polskim oznacza zakazaną przez prawo przemoc fizyczną. Gwałtem określa się również przemoc na tle seksualnym polegającą na doprowadzeniu innej osoby do obcowania płciowego bez jej zgody, która w polskim prawie jest określana zgwałceniem.

## Gwałt w języku prawniczym
W języku prawniczym gwałtem określa się nie każdą przemoc, lecz tylko taką o dużym natężeniu. 

## Gwałt w języku prawnym
W języku prawnym, na gruncie nieobowiązującego już Kodeksu karnego z 1969 r., użycie gwałtu stanowiło znamię przestępstw rozbójniczych. Obecnie pojęcie gwałtu występuje w prawie wykroczeń jako reminiscencja dawnej terminologii prawa karnego, a także – co stanowi wyjątek na gruncie prawa karnego – w art. 166 k.k. z 1997 roku (przestępstwo piractwa).
W orzecznictwie Sądu Najwyższego istniały rozbieżności w kwestii wykładni pojęcia gwałtu na osobie. Wyrażany był pogląd, że gwałt na osobie oznacza szczególnie groźną postać przemocy wobec osoby, charakteryzującą się użyciem siły fizycznej o natężeniu stwarzającym niebezpieczeństwo dla życia lub zdrowia ofiary. O zakwalifikowaniu zachowania sprawcy jako gwałtu na osobie, rozstrzygają takie okoliczności jak sposób i forma przemocy, liczba uderzeń i ich siła, miejsce zadania uderzenia i ważkość tego miejsca dla zdrowia człowieka, gdyż to przede wszystkim siła fizyczna użyta przez sprawcę, wobec jej natężenia, decyduje o stworzeniu niebezpieczeństwa dla życia lub zdrowia człowieka. Istotne są również wiek i uwarunkowania fizyczne pokrzywdzonego oraz doznany uszczerbek na zdrowiu. Narażenie na niebezpieczeństwo co najmniej zdrowia pokrzywdzonego, wskutek użycia gwałtu na osobie, nie musi łączyć się z doznaniem uszczerbku na zdrowiu. W innych z kolei wypowiedziach Sąd Najwyższy utożsamiał pojęcie gwałtu na osobie ze zwrotem przemoc wobec osoby. To stanowisko zostało ostatecznie uznane za trafne.